# Fermijeve anorganske spojine
Iskanje fermijevih spojin je zaradi kratke razpolovne dobe vseh njegovih izotopov zelo oteženo. Fermij naj bi tvoril binarne spojine – halide, okside, halidne komplekse, halkogenide in pniktogenide.

## Seznam
- Difermijev trioksid – Fm2O3[2]
- Fermijev tiocianat – C3FmN3S3[1]
- Fermijev trifluorid – FmF3[1]
- Fermijev trihidroksid – Fm(OH)3[1]
- Fermijev triklorid – FmCl3[1]